# میرزا حسین طبیب
میرزاحسین طبیب از سیاستمداران ایرانی بود، که در دوره نخست بعنوان نماینده قزوین در مجلس شورای ملی حضور داشت.